# Richard Hausmann (Historiker)
Richard Gotthard Gustav Hausmann (* 28. November 1842 in Werro, Kaiserreich Russland; † 19. Dezember 1918 in Dorpat, Estland) war ein deutschbaltischer Historiker.

## Leben
Richard Hausmann besuchte die Kreisschule in Werro und von 1857 bis 1861 das Gouvernement-Gymnasium in Reval. 1862 studierte er Chemie und von 1862 bis 1866 und 1867 war er Student der Geschichte an der Kaiserlichen Universität Dorpat, unter anderem bei Carl Schirren.
Von 1880 bis 1896 war er Professor der allgemeinen Geschichte an der Universität Dorpat. Von 1881 bis 1890 war er auch Direktor der Universitäts-Bibliothek, zwischen 1885 und 1889 stellvertretender Prorektor und 1889/1890 Dekan. Er reichte wegen der Russifizierung der Universität Dorpat 1896 sein Entlassungsgesuch ein.

## Mitgliedschaft in wissenschaftlichen und literarischen Vereinigungen
Für seine Forschungen wurden ihm zahlreiche Mitgliedschaften zugesprochen. Er wurde 1872 korrespondierendes Mitglied, von 1885 bis 1918 Mitdirektor der Gesellschaft für Geschichte und Altertumskunde der Ostseeprovinzen Russlands in Riga. Im Jahr 1895 wurde er ihr Ehrenmitglied. Er war Ehrenmitglied der Ehstländischen Literärischen Gesellschaft (1892) und der Kurländische Gesellschaft für Literatur und Kunst (1896). Hausmann war Mitglied der Altertumsforschenden Gesellschaft zu Pernau (1896), der Lettisch-literärischen Gesellschaft und der Gelehrten Estnische Gesellschaft (1896). Außerdem wurde er korrespondierendes Mitglied der Altertums-Gesellschaften in Berlin, Moskau und Odessa.

## Schriften (Auswahl)
- Das Ringen der Deutschen und Dänen um den Besitz Estlands bis 1227. Duncker & Humblot, Leipzig 1870.
- Studien zur Geschichte der Stadt Pernau. Laakmann, Dorpat 1906.
- Der Silberfund von Kuschke. Dorpat 1902.